# スペインの地方行政区画

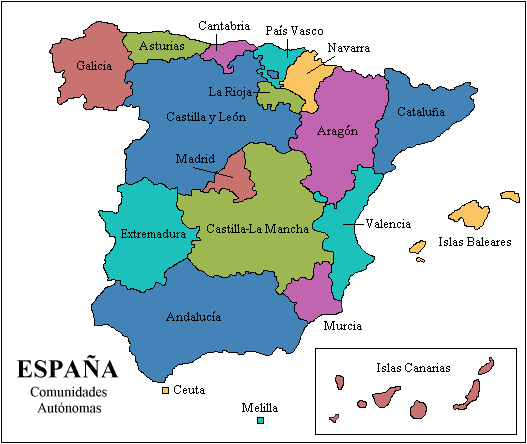
スペインの自治州

スペインには50の県（provincia）があり、この50県は17の自治州（comunidad autónoma）にまとめられる。アフリカには2つの自治都市（ciudad autónoma）セウタとメリージャがある。各県は基礎自治体にあたる8111のムニシピオ（municipio）から構成される。州によっては県とムニシピオの間にコマルカ（comarca）が設置されている。

## 歴史
かつてスペインでは県（スペインの県）が1級行政単位だったが、1978年憲法で自治州制度が導入され、1979年から1983年までの間に順次17の自治州が、1995年に2つの自治都市が設置された。

### 近年の動向
2010年7月27日、カタルーニャ州のカタルーニャ自治州議会でベゲリアス法案が与党の賛成多数で可決された。Vegueriaとは中世から1716年のDecreto de Nueva Planta施行までの間、取られていた制度である。現在のカタルーニャ州は4県に分けられているが、ベゲリアス法案によると8つのベゲリアに分けられ、アルト・ピリネウ、バルセロナ、カーン・ド・タラゴナ、ジローナ、セントロール、リェイダ、テール・ド・レブル、ペネデスが挙げられている。
2017年10月27日、カタルーニャ州議会はカタルーニャの独立を一方的に宣言した（カタルーニャ共和国 (2017年)）。対してスペイン政府は同日、カルラス・プッチダモンカタルーニャ州政府首相をはじめカタルーニャ自治州政府閣僚全員を更迭、スペイン憲法第155条に基づき自治権を剥奪した。カタルーニャ州はプラサス・デ・ソベラニアと同様にスペイン政府の直接統治下に置かれ、ソラヤ・サエンス・デ・サンタマリーア中央政府副首相が州首相の職務代行にあたって直接統治に乗り出した。これにより、スペイン1978年憲法体制下では初めて、自治州の自治権が政府によって剥奪されるという事態に至った。2018年6月2日にマリアーノ・ラホイ・ブレイスペイン首相が退任し、6月3日にキム・トーラがカタルーニャ州政府首相に就任したことで、7か月ぶりにカタルーニャ自治州政府に自治権が返還された。

## 自治州一覧
| 自治州                         | 州都                                                                             | 県                               | 県都                                 |
| ------------------------------ | -------------------------------------------------------------------------------- | -------------------------------- | ------------------------------------ |
| アンダルシア州                 | セビリア                                                                         | アルメリア県                     | アルメリア                           |
| アンダルシア州                 | セビリア                                                                         | カディス県                       | カディス                             |
| アンダルシア州                 | セビリア                                                                         | コルドバ県                       | コルドバ                             |
| アンダルシア州                 | セビリア                                                                         | グラナダ県                       | グラナダ                             |
| アンダルシア州                 | セビリア                                                                         | ウエルバ県                       | ウエルバ                             |
| アンダルシア州                 | セビリア                                                                         | ハエン県                         | ハエン                               |
| アンダルシア州                 | セビリア                                                                         | マラガ県                         | マラガ                               |
| アンダルシア州                 | セビリア                                                                         | セビリア県                       | セビリア                             |
| アラゴン州                     | サラゴサ                                                                         | ウエスカ県                       | ウエスカ                             |
| アラゴン州                     | サラゴサ                                                                         | テルエル県                       | テルエル                             |
| アラゴン州                     | サラゴサ                                                                         | サラゴサ県                       | サラゴサ                             |
| アストゥリアス州               | オビエド                                                                         | アストゥリアス県                 | オビエド                             |
| バレアレス諸島州               | パルマ・デ・マヨルカ                                                             | バレアレス諸島                   | パルマ・デ・マヨルカ                 |
| バスク州                       | ビトリア＝ガステイス                                                             | アラバ県                         | ビトリア＝ガステイス                 |
| バスク州                       | ビトリア＝ガステイス                                                             | ギプスコア県                     | サン・セバスティアン                 |
| バスク州                       | ビトリア＝ガステイス                                                             | ビスカヤ県                       | ビルバオ                             |
| カナリア諸島州                 | サンタ・クルス・デ・テネリフェ ラス・パルマス・デ・グラン・カナリア （共同州都） | サンタ・クルス・デ・テネリフェ県 | サンタ・クルス・デ・テネリフェ       |
| カナリア諸島州                 | サンタ・クルス・デ・テネリフェ ラス・パルマス・デ・グラン・カナリア （共同州都） | ラス・パルマス県                 | ラス・パルマス・デ・グラン・カナリア |
| カンタブリア州                 | サンタンデール                                                                   | カンタブリア県                   | サンタンデール                       |
| カスティーリャ＝ラ・マンチャ州 | トレド                                                                           | アルバセーテ県                   | アルバセーテ                         |
| カスティーリャ＝ラ・マンチャ州 | トレド                                                                           | シウダ・レアル県                 | シウダ・レアル                       |
| カスティーリャ＝ラ・マンチャ州 | トレド                                                                           | クエンカ県                       | クエンカ                             |
| カスティーリャ＝ラ・マンチャ州 | トレド                                                                           | グアダラハラ県                   | グアダラハーラ                       |
| カスティーリャ＝ラ・マンチャ州 | トレド                                                                           | トレド県                         | トレド                               |
| カスティーリャ・イ・レオン州   | バリャドリッド                                                                   | アビラ県                         | アビラ                               |
| カスティーリャ・イ・レオン州   | バリャドリッド                                                                   | ブルゴス県                       | ブルゴス                             |
| カスティーリャ・イ・レオン州   | バリャドリッド                                                                   | レオン県                         | レオン                               |
| カスティーリャ・イ・レオン州   | バリャドリッド                                                                   | パレンシア県                     | パレンシア                           |
| カスティーリャ・イ・レオン州   | バリャドリッド                                                                   | サラマンカ県                     | サラマンカ                           |
| カスティーリャ・イ・レオン州   | バリャドリッド                                                                   | セゴビア県                       | セゴビア                             |
| カスティーリャ・イ・レオン州   | バリャドリッド                                                                   | ソリア県                         | ソリア                               |
| カスティーリャ・イ・レオン州   | バリャドリッド                                                                   | バリャドリッド県                 | バリャドリッド                       |
| カスティーリャ・イ・レオン州   | バリャドリッド                                                                   | サモーラ県                       | サモーラ                             |
| カタルーニャ州                 | バルセロナ                                                                       | バルセロナ県                     | バルセロナ                           |
| カタルーニャ州                 | バルセロナ                                                                       | ジローナ県                       | ジローナ                             |
| カタルーニャ州                 | バルセロナ                                                                       | リェイダ県                       | リェイダ                             |
| カタルーニャ州                 | バルセロナ                                                                       | タラゴナ県                       | タラゴナ                             |
| エストレマドゥーラ州           | メリダ                                                                           | バダホス県                       | バダホス                             |
| エストレマドゥーラ州           | メリダ                                                                           | カセレス県                       | カセレス                             |
| ガリシア州                     | サンティアゴ・デ・コンポステーラ                                                 | ア・コルーニャ県                 | ア・コルーニャ                       |
| ガリシア州                     | サンティアゴ・デ・コンポステーラ                                                 | ルーゴ県                         | ルーゴ                               |
| ガリシア州                     | サンティアゴ・デ・コンポステーラ                                                 | オウレンセ県                     | オウレンセ                           |
| ガリシア州                     | サンティアゴ・デ・コンポステーラ                                                 | ポンテベドラ県                   | ポンテベドラ                         |
| ラ・リオハ州                   | ログローニョ                                                                     | ラ・リオハ県                     | ログローニョ                         |
| マドリード州                   | マドリード                                                                       | マドリード県                     | マドリード                           |
| ムルシア州                     | ムルシア                                                                         | ムルシア県                       | ムルシア                             |
| ナバーラ州                     | パンプローナ                                                                     | ナバーラ県                       | パンプローナ                         |
| バレンシア州                   | バレンシア                                                                       | アリカンテ県                     | アリカンテ                           |
| バレンシア州                   | バレンシア                                                                       | カステリョン県                   | カステリョン・デ・ラ・プラナ         |
| バレンシア州                   | バレンシア                                                                       | バレンシア県                     | バレンシア                           |